# 퓨리티 링
퓨리티 링(Purity Ring)는 캐나다의 일렉트로니카 듀오이다.